# Joaquim Costa
Pour les articles homonymes, voir Costa.
Ne doit pas être confondu avec Joaquín Costa.
Joaquim Costa Puig, né le 30 octobre 1957 à Badalone, en Espagne, est un ancien joueur espagnol de basket-ball, évoluant au poste de meneur.

## Biographie

### Palmarès
- Champion d'Espagne 1983, 1987, 1988, 1989, 1990 (FC Barcelone)
- Vainqueur de la coupe du Roi 1983, 1987, 1988 (FC Barcelone)
- Vainqueur de la Coupe Korać 1987 (FC Barcelone)